# Concierto para violín n.º 1 (Haydn)
El Concierto para violín y orquesta n.º 1 en do mayor (Hb. VIIa/1) es un concierto para violín de Joseph Haydn, fatto per il Luigi, compuesto en la década de 1760 (tal vez en 1765) para un conocido violinista de la época, Luigi Tomasini, que acababa de regresar de Italia y pronto se convirtió en el concertino de la orquesta de Esterházy.
Ninguno de los conciertos para violín de Haydn existe hoy de forma autógrafa. Este trabajo no fue publicado hasta mediados del siglo XX y ha llegado a los violinistas sólo en la forma de unas pocas copias (ocho manuscritos).

## Estructura
La pieza tiene tres movimientos, cada uno escrito en forma sonata, como el primer concierto para violonchelo y orquesta de esa época.
1. Allegro moderato
2. Adagio
3. Finale: Presto

- Datos: Q2441147